# قلعه بالا و پایین
قلعه بالا و پایین مربوط به هزاره اول تا دوران‌های تاریخی پس از اسلام است و در شهرستان سقز، بخش زیویه، روستای سوله کان واقع شده و این اثر در تاریخ ۲۳ شهریور ۱۳۸۲ با شمارهٔ ثبت ۱۰۰۸۷ به‌عنوان یکی از آثار ملی ایران به ثبت رسیده است.